# Fiona Woolf
(Catherine) Fiona Woolf (Edimburgo, Escocia, 1948) es una política británica que fue Lord-Mayor de Londres  de 2013 a 2014.
Cabe señalar que Lord-Mayor of London es un cargo diferente del Mayor of London, ya que « Mayor of London » es el alcalde del Gran Londres, mientras que el « Lord-Mayor of London » es un funcionario únicamente de la City. Woolf asumió el cargo de Lord-Mayor de la City of London en 2013, siendo su ocupante número 686 y la segunda mujer con ese cargo. 
Woolf es abogada graduada por la Universidad de Keele y de Estrasburgo. Trabajó cinco años en el sector corporativo y bancario y, entre otros cargos, fue presidenta del «Comité Internacional de la Sociedad de Derecho británica» así como negociadora para la Organización Mundial de Comercio. También fue elegida presidente de la Sociedad de Derecho británica en 2006 y fue miembro de la Comisión de Competencia de 2005 a 2013.
En septiembre 2014, Theresa May es nombrada presidenta de la Investigación Independiente sobre Abuso Sexual Infantil (IICSA)  junto a la baronesa Butler-Sloss. Woolf renunció esta posición el 31 de octubre después de que se confirmara que conocía personalmente a uno de los testigos, Leon, barón Brittan.

## Reconocimientos
- - Dama comendadora de la Orden del Imperio Británico (Reino Unido, 2015)
- - Dama de justicia de la Venerable Orden de San Juan (Reino Unido, 2013).[5]